# 66년

## 연호
- 후한(後漢) 영평(永平) 9년

## 기년
- 후한(後漢) 명제(明帝) 9년
- 신라(新羅) 탈해 이사금(脫解泥師今) 10년
- 고구려(高句麗) 태조대왕(太祖大王) 14년
- 백제(百濟) 다루왕(多婁王) 39년

## 사건
- 백제가 신라의 와산성(蛙山城)을 점령했다가 다시 빼앗기다.

## 사망
- 6월 29일 - 시몬